# 21 Jump Street (film)
Pour la série, voir 21 Jump Street.
Série
22 Jump Street
(2014)
Pour plus de détails, voir Fiche technique et Distribution.
21 Jump Street est une comédie policière américaine réalisée par Phil Lord et Chris Miller et sortie en 2012. Il s'agit de l'adaptation cinématographique de la série télévisée du même nom, diffusée à partir de 1987.
Le film reçoit des critiques globalement positives et performe au box-office. Il connait une suite, 22 Jump Street, sortie en 2014.

## Synopsis
À La Nouvelle-Orléans en 2005, Morton Schmidt et Greg Jenko sont élèves dans le même lycée. Ils ne fréquentent pas les mêmes groupes de personnes. Schmidt est l'archétype de l'adolescent peu populaire qui manque de confiance en lui mais aux résultats scolaires excellents avec une intelligence très élevée, alors que Greg est un élève populaire mais aux résultats scolaires médiocres et à l'intelligence moyenne.
Sept ans plus tard, ils entrent dans l'académie de police de Metropolitan City. Schmidt excelle dans les tests écrits mais manque d'entraînement physique, tandis que Jenko est bon dans les tests physiques. Ils deviennent amis et chacun entraîne l'autre dans la matière qu'il maîtrise. Cette démarche leur permet d'obtenir leur diplôme.
Ils sont affectés comme agent à vélo dans un parc. Ils repèrent des motards qui dealent, et tentent de les arrêter mais échouent lamentablement, notamment car Jenko ignore la procédure dont les droits Miranda. Constatant leurs médiocres résultats et vu leur apparence juvénile, leur chef les mute dans un programme d'infiltration d'établissements scolaires pour prévenir la délinquance des mineurs et le trafic de stupéfiants. La brigade est située au 21 Jump Street, dans une ancienne église coréenne.
Le dirigeant de cette unité, le capitaine Dickson, leur explique qu'un adolescent est mort à la suite de la consommation d'une nouvelle drogue surnommée O.P.M. (car les gens qui en prennent répètent « Oh Putain de Merde » - HFS pour Holy Fucking Shit en VO). Jenko et Schmidt sont donc chargés d'identifier les dealers et les fournisseurs. Ils arrivent dans le lycée Sagan comme nouveaux élèves, et se présentent comme des frères, Doug et Brad McQuaid. Un malentendu leur fait échanger les profils d'infiltrations qu'ils avaient prévus : Jenko se retrouve en cours de chimie, tandis que Schmidt s'inscrit aux cours de théâtre. Il va y sympathiser avec Molly. Ils identifient rapidement les dealers dont Eric, leur leader, qui les force à ingurgiter la drogue, mais peinent à connaître les fournisseurs.
Jenko sympathise avec les geeks du lycée, et s'entend avec eux pour qu'ils mettent le téléphone d'Eric sur écoute. Schmidt et lui organisent une fête pour se faire accepter du groupe, ce qui réussit au terme de la soirée lorsqu'Eric demande à Schmidt de rejoindre son groupe de dealers.
Par la suite, Schmidt se rapproche de Molly et tient des propos désobligeants sur Jenko pour conserver sa couverture, ce qui blesse profondément ce dernier. Le lendemain, ils surprennent Eric et son groupe en pleine transaction avec un groupe de motards, qui finissent par les poursuivre, mais ils réussissent à les semer et retournent au lycée, non sans avoir laissé éclater leur rancœur réciproque.
Ils sont contactés par Eric, qui leur demande de le protéger lors d'un échange à venir avec le fournisseur, qui s'avère être M. Walters, le coach sportif du lycée. Lorsque les motards arrivent pour récupérer la drogue, ils reconnaissent Jenko et Schmidt, qu'ils ont déjà rencontrés, et une fusillade s'engage. Walters prend la fuite avec l'argent et prend Molly en otage, poursuivi par les dealers, ainsi que par Schmidt et Jenko. Au terme d'une longue poursuite en limousine, le duo finit par arrêter Walters et Eric. Ils sont acclamés par la brigade et le capitaine Dickson, qui leur confie une nouvelle mission d'infiltration à l'université.

## Fiche technique
- Titre original : 21 Jump Street
- Réalisation : Phil Lord et Chris Miller
- Scénario : Michael Bacall et Jonah Hill d'après la série télévisée éponyme créée par Stephen J. Cannell et Patrick Hasburgh
- Musique : Mark Mothersbaugh
- Direction artistique : Peter Wenham, Scott Plauche et Thomas Valentine
- Décors : Peter Wenham
- Costumes : Leah Katznelson
- Photographie : Barry Peterson
- Montage : Joel Negron
- Production : Neal H. Moritz et Stephen J. Cannell
- Producteurs délégués : Jonah Hill, Channing Tatum, Ezra Swerdlow et Tania Landau
- Sociétés de production : Columbia Pictures, Metro-Goldwyn-Mayer, Relativity Media, Original Film et Cannell Studios
- Sociétés de distribution : Columbia Pictures (États-Unis), Sony Pictures Releasing France (France)
- Budget : 42 000 000 $[1]
- Pays de production :  États-Unis
- Langue : anglais
- Format : couleur — 2.35 : 1 — 35 mm et Codex Digital — son Dolby Digital / Datasat / SDDS
- Genre : comédie policière, action
- Dates de sortie :
  - États-Unis : 16 mars 2012
  - France : 6 juin 2012[2]
- (fr) Classification CNC : tous publics (visa d'exploitation no 132596 délivré le 3 avril 2012)[3]
- (fr) Déconseillé aux moins de 10 ans à la télévision / 12 ans en DVD[4],[5]

## Distribution
- Jonah Hill (VF : Donald Reignoux ; VQ : Olivier Visentin) : Morton Schmidt
- Channing Tatum (VF : Adrien Antoine ; VQ : Frédérik Zacharek) : Greg Jenko
- Brie Larson (VF : Elisabeth Ventura ; VQ : Stéfanie Dolan) : Molly
- Dave Franco (VF : Yoann Sover ; VQ : Nicholas Savard L'Herbier) : Eric Molson
- Ice Cube (VF : Lucien Jean-Baptiste ; VQ : François L'Écuyer) : le capitaine Dickson
- Rob Riggle (VF : Anatole de Bodinat ; VQ : François Trudel) : M. Walters
- DeRay Davis (VF : Frantz Confiac ; VQ : Patrice Dubois) : Domingo
- Nick Offerman (VF : Michel Dodane ; VQ : Manuel Tadros) : le chef adjoint Hardy
- Chris Parnell (VF : Gabriel Le Doze ; VQ : Alain Zouvi) : M. Gordon
- Spencer Boldman (VF : Ilyas Mettioui) : French Samuels
- Geraldine Singer (VF : Colette Marie) : Phyllis
- Dax Flame (VF : Fabrice Trojani ; VQ : Xavier Dolan) : Zack
- Stanley Wong (VF : Anatole Yun) : Roman
- Jake Johnson (VF : Guillaume Lebon ; VQ : Frédéric Paquet) : le principal Dadier

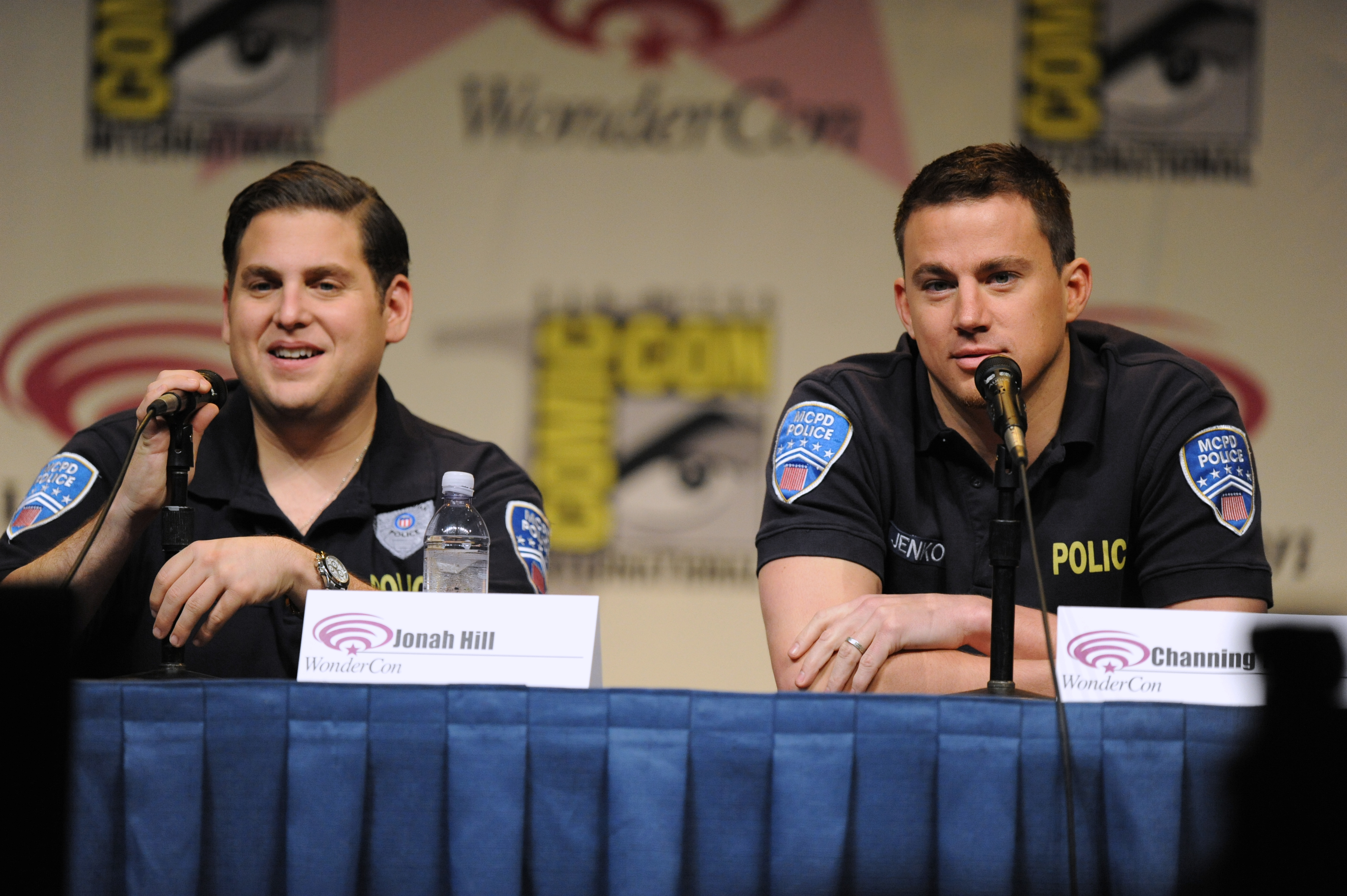
Jonah Hill et Channing Tatum en costumes au WonderCon en 2012.

- Carol Sutton (VF : Cathy Cerdà) : la principale Hamilton
- Ellie Kemper (VF : Magali Rosenzweig ; VQ : Magalie Lépine-Blondeau) : Mme Griggs
- Caroline Aaron (VF : Annie Balestra) : Annie Schmidt
- Dakota Johnson (VF : Aurélie Nollet) : Fugazy
- Johnny Depp (VF : Bruno Choël ; VQ : Gilbert Lachance) : Tom Hanson (caméo)
- Peter DeLuise (VF : Patrick Laplace ; VQ : Denis Gravereaux) : Doug Penhall (caméo)
- Holly Robinson Peete : Judy Hoffs (caméo)

 Source et légende : version française (VF) sur RS Doublage, Doublage Séries Database et AlloDoublage ; version québécoise (VQ) sur Doublage.qc.ca

## Production

### Genèse et développement
En mai 2008, Sony Pictures confirme qu'une adaptation cinématographique de la série 21 Jump Street est en développement. En plus de rejoindre le film comme acteur principal et producteur déléguée, Jonah Hill retravaille un script auparavant signé Joe Gazzam. L'acteur déclare alors qu'il aimerait que Rob Zombie réalise le film. En mai 2009, Jonah Hill décrit le projet comme un film « classé R, déjanté, dans le style Bad Boys rencontre John Hughes. »
En décembre 2009, il est annoncé que Sony est en négociations avec les réalisateurs du film d'animation Tempête de boulettes géantes, Phil Lord et Chris Miller, pour réaliser le film. Il est précisé que le film sera dans la continuité de la série TV comme l'explique Phil Lord : « Donc, tous ces événements de l'original se sont produits. Et maintenant, nous voici 20 ans plus tard, et nous voyons cela arriver à différentes personnes. » Cependant, le film adopte un long bien plus léger et comique que la série. Seth Rogen et Evan Goldberg ont officié comme script doctors.

### Attribution des rôles
Channing Tatum a refusé deux fois le rôle avant que Jonah Hill parvienne à le convaincre.
Emma Stone a été envisagée pour incarner le professeur Griggs. Elle devra cependant refuser, engagée sur The Amazing Spider-Man. Le rôle revient à Ellie Kemper. Jennifer Lawrence, Juno Temple, Julianne Hough, Gemma Ward ont par ailleurs auditionné pour un rôle.
J. K. Simmons a été envisagé pour le rôle du chef adjoint Hardy, finalement incarné par Nick Offerman pour cause d'incompatibilité d'emploi du temps.

### Tournage
Le tournage a lieu dans les environs de Metairie en Louisiane, dans la banlieue de La Nouvelle-Orléans en 2011. L'équipe tourne également à Crescent City Connection et dans le vieux carré français. Les scènes du lycée fictif Sagan High School sont tournées au Riverdale High School de Jefferson. Le lycée de Belle Chasse est également utilisé. Les prises de vues s'achèvent en juillet 2011.

### Musique
La musique originale est composée par Mark Mothersbaugh. En septembre 2014, La-La Land Records édite en édition limitée à 2 000 exemplaires. Le second disque contient la bande originale de 22 Jump Street. Une version modernisée du thème de la série télévisée d'origine est ici interprété par Rye Rye (qui apparait dans le film) et Esthero est publié en single.
Dans le film, on peut entendre diverses chansons non originales :
- The Real Slim Shady – Eminem
- Police and Thieves – The Clash
- You Can't Lose – The Knux
- Boombox – Dirt Nasty
- Caesar – Ty Segall
- Helena Beat – Foster the People
- So Into You – Atlanta Rhythm Section
- Party Rock Anthem – LMFAO
- Straight Outta Compton – N.W.A
- Get Me Golden – Terraplane Sun
- Swell Window – Zee Avi
- Lookin' Fly – Murs feat. Will.i.am
- Rescue Song – Mr. Little Jeans
- Graduation (Friends Forever) – Vitamin C
- Call the Police – Ini Kamoze
- 21 Jump Street – Main Theme (From the Motion Picture 21 Jump Street) – Rye Rye & Esthero
- 21 Jump Street (Main Theme) – Wallpaper
- You Are the Best – Tim Myers
- Every Time I See Your Face – Elon

## Accueil

### Critiques
Le film reçoit des critiques globalement positives. Sur l’agrégateur de critiques Rotten Tomatoes, il obtient 85% d'avis favorables pour 228 critiques et une note moyenne de 7,2⁄10. Le consensus suivant résume les critiques compilées par le site : « Une satire intelligente et affectueuse de la nostalgie des années 80 et des tropes de films pour adolescents, 21 Jump Street propose une comédie grand public tapageuse étonnamment satisfaisante ». Sur Metacritic, il obtient une note moyenne de 69⁄100 pour 41 critiques.
Sur le site AlloCiné, qui recense 15 critiques de presse, le film obtient la note moyenne de 2,7⁄5
.

### Box-office
21 Jump Street a remporté un énorme succès commercial, rapportant 201 585 328 $ de recettes mondiales, dont 138 447 667 $ aux États-Unis, où il a occupé la première place du box-office durant la première semaine de sa sortie. En France, le long-métrage ne connaît pas le même succès, puisqu'il totalise que 297 785 entrées en quatre semaines d'exploitation en salles,.
| Pays ou région | Box-office      | Date d'arrêt du box-office | Nombre de semaines |
| -------------- | --------------- | -------------------------- | ------------------ |
| États-Unis     | 138 447 667 $   | 1er juillet 2012           | 16                 |
| France         | 297 785 entrées | -                          | 4                  |
| Total mondial  | 201 585 328 $   | -                          | -                  |

## Suite
En mars 2012, Sony Pictures annonce qu'une suite va être produite. Phil Lord et Chris Miller sont confirmés à la réalisation. la sortie est prévue pour juin 2014 aux États-Unis. Le titre 22 Jump Street est révélé en juin 2013.
En septembre 2014, il est révélé qu'un 3e film est envisagé. Il est plus tard révélé que cette suite pourrait être un crossover avec la saga Men in Black. Le projet est confirmé en avril 2016 au Comic-Con avec la révélation du titre du film, MIB 23 et devrait être réalisé par James Bobin. Le projet ne refait cependant plus parler de lui par la suite jusqu'à début 2019 où il est annoncé qu'il est annulé.

## Clins d'œil
- Johnny Depp, Peter DeLuise et Holly Robinson Peete reprennent leur rôle de la série 21 Jump Street dans un caméo. Dustin Nguyen apparait quant à lui dans un écran de télévision à la fin du film.
- Le personnage de Greg Jenko, interprété par Channing Tatum, est ainsi nommé en hommage au capitaine Richard Jenko de la série originale[16].
- À la fin du film, on peut voir un montage avec notamment un homme tapant à la machine à écrire. Cette image rappelle Stephen J. Cannell et le logo de sa société Stephen J. Cannell Productions, que l'on pouvait voir à la fin de ses production notamment la série 21 Jump Street[15].
- On peut entendre au moins à deux reprises le cri Wilhelm[15].

## Article annexe
- Psychotrope au cinéma et à la télévision